# Ancylistes miurii
Ancylistes miurii är en svampart som beskrevs av Skvortsov 1925. Ancylistes miurii ingår i släktet Ancylistes och familjen Ancylistaceae.   Inga underarter finns listade i Catalogue of Life.